# 韦恩·格雷茨基
韦恩·道格拉斯·格雷茨基（英語：Wayne Douglas Gretzky，1961年1月26日—），加拿大冰球运动员，曾任NHL亞利桑那土狼主教练。
格雷茨基被许多人认为是冰球史上最伟大的运动员，他曾经率领愛民頓油人隊4次夺得斯坦利杯，9次当选MVP，10次获得得分王头衔，他保持着40项常规赛纪录、15项季后赛纪录和6项全明星赛纪录，其中最知名的幾項包含了最高生涯累計進球、最高生涯累計助攻、最高生涯累計得分、最高生涯場均助攻以及最高生涯場均得分（冰球中的得分為進球數和助攻數的總和）。格雷茨基是唯一一位在一个赛季常规赛中得分超过200的运动员（他曾4次做到这一点），得分100以上的赛季有15个，其中有13个是连续的。他的号码99号，已经被NHL正式宣布从联盟中退休。

## 外部連結
- NHL.com Wayne Gretzky section
- Wayne Gretzky職業生涯統計 at The Internet Hockey Database
- Wayne Gretzky at Hockey-Reference.com
- Wayne Gretzky's biography at Legends of Hockey
- Wayne Gretzky's player profile at NHL.com
- Wayne Gretzky在互联网电影资料库（IMDb）上的資料（英文）
- 韦恩·格雷茨基's career statistics at EliteProspects.com
- / Wayne Gretzky, winner of the Lionel Conacher Award and the Bobbie Rosenfeld Award: Virtual Museum of Canada Exhibit （页面存档备份，存于）